# Cucutilla
Cucutilla là một khu tự quản thuộc tỉnh Norte de Santander, Colombia. Thủ phủ của khu tự quản Cucutilla đóng tại Cucutilla Khu tự quản Cucutilla có diện tích 367 ki lô mét vuông. Đến thời điểm ngày 28 tháng 5 năm 2005, khu tự quản Cucutilla có dân số 9102 người.